# Вълшебно лято
„Вълшебно лято“ (на японски: 河童のクゥと夏休み) е японски детски анимационен филм от 2007 година на режисьора Кеичи Хара по негов собствен сценарий, базиран на романите на Масао Когуре.
В центъра на сюжета е капа, легендарно водно същество от японския фолклор, което попада в съвременността, приютено е от обикновено семейство и опитва да се адаптира към модерния свят.
„Вълшебно лято“ е номиниран за наградата на Японската академия за най-добър анимационен филм.